# 最後一封情書
《分手的情書》（英語：Dear John）是一部2010年上映的美國電影，改編自小說。本片由賴斯·荷士莊執導，主要演員有查寧·塔圖、亞曼達·塞佛瑞、史考特·波特，北美地區將由Sony旗下哥倫比亞影業盛大發行。

## 故事
起初背景設定在西元2001年的春天。
生長於單親家庭的約翰（查寧·塔圖飾演），與沉默寡言的父親（理查·詹金斯飾演）互動不良，原本自暴自棄、終日不知所以，但於毅然投效軍旅後成長蛻變，並意外結識清純可人的莎凡娜（亞曼達·塞佛瑞 飾演）。透過莎凡娜，放浪形骸的約翰不只重新認識愛情，更從原本的拒絕接受，轉變態度正視父親的社交障礙問題。
正當兩人的愛情即將開花結果，美國爆發了911事件，感覺身負重任的約翰決定放下私情，參與波灣戰爭，等不到約翰任何消息的莎瓦納留下了最後一封情書，等到約翰終戰歸國時才發覺人事全非...
多年後，他始終無法忘懷回到莎凡娜的家鄉，他將有什麼意外的發現？這封情書帶給約翰的，不只是純淨而刻骨的情感、更也讓約翰更深刻思索愛情真義。

## 演員
- 查寧·塔圖（Channing Tatum） 飾 約翰，美國特戰部隊。
- 亞曼達·塞佛瑞（Amanda Seyfried） 飾 莎凡娜
- 理查·詹金斯（Richard Jenkins）
- 史考特·波特（Scott Porter）
- 亨利·湯瑪斯（Henry Thomas）飾 提姆

## 製作及發行

### 票房營收
本片於美國上映時間，碰上了一年一度美國最受歡迎的橄欖球運動盛會超級盃（本月七日在邁阿密舉行），作為僅次於聖誕節和感恩節的第三大消費風向球，電影票房都會受影響，因為一般人都會在家中看比賽。沒想到上周（2/5）票房開出，改編自暢銷小說《分手信》的浪漫愛情電影【最後一封情書】打敗【阿凡達】，票房更高達3240萬美金，也打破了美國超級杯比賽期間迪士尼公司3D喜劇【孟漢娜3D立體演唱會】Hannah Montana and Miley Cyrus: Best of Both Worlds Concert 創造的3110萬美元的票房歷史最高紀錄。

## 外部連結
- 官方网站
- 互联网电影数据库（IMDb）上《Dear John》的资料（英文）
- AllMovie上《Dear John》的资料（英文）
- Box Office Mojo上《Dear John》的資料（英文）
- 爛番茄上《Dear John》的資料（英文）
- Metacritic上《Dear John》的資料（英文）
- 台灣版海報[]
- 最後一封情書電影主題曲 （页面存档备份，存于）

| 上一届： 《阿凡达》 | 2010年美國週末票房冠軍 2月7日 | 下一届： 《情人節快樂》 |